# Primitive Cool
Primitive Cool es el segundo álbum como solista del cantante británico Mick Jagger, lanzado el 11 de septiembre de 1987. Originalmente fue publicado por CBS Records pero posteriormente fue reeditado por Atlantic Records.
Luego del éxito obtenido con su primer placa She's the Boss, Jagger intentó continuar materializando su fama solista fuera de The Rolling Stones, sin embargo el álbum tuvo una fría repercusión comercial.

## Historia
Luego de haber grabado el álbum Dirty Work con los Stones en 1985, la relación entre Jagger y Keith Richards se deterioró debido fundamentalmente a que Richards deseaba salir de gira para promocionar dicho trabajo durante 1986, cosa que no logró debido a que Jagger dejó en segundo plano a la banda y priorizó su carrera solista, ya que se abocó a trabajar para lo que sería Primitive Cool. Esta decisión molestó a Richards, quien mostró su malestar en la prensa, mientras que Jagger trató el tema en dos canciones de la placa: «Kow Tow» y «Shout Off Your Mouth».
Junto con David A. Stewart y Keith Diamond en la silla del productor, Jagger contó con la participación de Jeff Beck como guitarrista habitual para las sesiones, buscando tener más uniformidad en las grabaciones. Las sesiones grabación del álbum tuvieron lugar entre el 17 de noviembre y el 18 de diciembre de 1986 en el estudio Wisseloord, de los Países Bajos; entre enero y mayo de 1987 en los estudios Blue Wave, de Barbados. Los trabajos de mezcla se realizaron en los estudios Right Track de Nueva Jork.

## Lanzamiento y recepción
Publicado el 11 de septiembre de 1987 con «Let's Work» como sencillo principal. La repercusión comercial de Primitive Cool no fue la esperada con el álbum llegando al puesto número 26 en el Reino Unido y al número 41 en los Estados Unidos. «Let's Work» y los sencillos de seguimiento «Throwaway» y «Say You Will» fueron éxitos menores, que no alcanzaron al hit de la placa anterior «Just Another Night». 
Como resultado de esto luego de salir de gira promocionando el álbum por Japón y Australia, no sintió deseos de seguir la misma por Estados Unidos y Europa.

## Lista de canciones
Todos los temas fueron compuestos por Mick Jagger, salvo los que se indican.

| Cara Uno |                                         |          |  |
| N.º      | Título                                  | Duración |  |
| 1.       | «Throwaway» (Mick Jagger)               | 5:03     |  |
| 2.       | «Let's Work» (Jagger, David A. Stewart) | 4:50     |  |
| 3.       | «Radio Control» (Jagger)                | 3:56     |  |
| 4.       | «Say You Will» (Jagger, Stewart)        | 5:07     |  |
| 5.       | «Primitive Cool» (Jagger)               | 5:50     |  |

| Cara dos |                                 |          |  |
| N.º      | Título                          | Duración |  |
| 6.       | «Kow Tow» (Jagger, Stewart)     | 4:55     |  |
| 7.       | «Shoot Off Your Mouth» (Jagger) | 3:35     |  |
| 8.       | «Peace for the Wicked» (Jagger) | 4:02     |  |
| 9.       | «Party Doll» (Jagger)           | 5:20     |  |
| 10.      | «War Baby» (Jagger)             | 6:39     |  |

## Personal

### Músicos
- Mick Jagger: voz, guitarras, autoarpa, armónica, percusión
- Phillip Ashley, Greg Phillinganes: teclados.
- Jeff Beck, G. E. Smith: guitarras.
- Jocelyn Brown, Craig Derry, Brenda White King, Pamela Quinlan, Cindy Mizelle: coros.
- Richard Cottle, Patrick Seymour: teclados.
- Keith Diamond: programación.
- Bill Evans, David Sanborn: saxo.
- Jon Faddis: trompeta.
- Dean Garcia, Doug Wimbish: bajo.
- Omar Hakim, Simon Phillips: batería.
- Seán Keane: violín.
- Paddy Moloney: whistle, gaita irlandesa.
- Denzil Miller: teclados, coros.
- Vernon Reid, Jim Barber, Jimmy Rip, Dave Stewart: guitarra rítmica.

### Producción
- Producido por Mick Jagger, Dave Stewart & Keith Diamond
- Ingenieros de sonido: Jon Bavin, Manu Guiot, Bob Rosa, Ed Stasium
- Asistentes: Paul Hamingson, Michiel Hoogenboezem, Glen Johansen, Scott Mabuchi, Moira Marquis, Danny Mormando
- Mezcla: Michael Barbiero, Paul Hamingson, Ed Stasium, Steve Thompson
- Edición digital: Rhonda Schoen
- Mastering: Greg Calbi
- Christopher Austopchuk, Francesco Clemente: diseño de la tapa

## Listas de éxitos

### Álbum
| Año  | Lista             | Posición |
| ---- | ----------------- | -------- |
| 1987 | UK Top 100 Albums | 26       |
| 1987 | The Billboard 200 | 41       |
| 1988 | The Billboard 200 | 89       |

### Sencillos
| Año  | Sencillo       | Lista                              | Posición |
| ---- | -------------- | ---------------------------------- | -------- |
| 1987 | «Let's Work»   | UK Top 100 Singles                 | 31       |
| 1987 | «Let's Work»   | Mainstream Rock Tracks             | 7        |
| 1987 | «Let's Work»   | Billboard Hot 100                  | 39       |
| 1987 | «Let's Work»   | Hot Dance Music/Club Play          | 32       |
| 1987 | «Let's Work»   | Hot Dance Music/Maxi-Singles Sales | 48       |
| 1987 | «Throwaway»    | Mainstream Rock Tracks             | 7        |
| 1987 | «Throwaway»    | Billboard Hot 100                  | 67       |
| 1987 | «Say You Will» | Mainstream Rock Tracks             | 39       |

## Certificaciones
| País                  | Certificación | Ventas certificadas |
| --------------------- | ------------- | ------------------- |
| Canadá (Music Canada) | Oro           | 50 000^             |

Nota: ^ Cifras de ventas basadas únicamente en la certificación